# Paul Freier
Paul Freier (Bytom, 26 juli 1979) is een Duits voetballer (aanvallende middenvelder), die werd geboren in Polen. In het seizoen 2007-2008 kwam hij uit voor Bayer Leverkusen in de Bundesliga. Eerder speelde hij voor VfL Bochum.

## Interlandcarrière
Freier speelde sinds 2002 negentien interlands voor de Duitse nationale ploeg, daarin kon hij eenmaal scoren. Hij maakte zijn debuut op woensdag 9 mei 2002 in de oefenwedstrijd tegen Koeweit (7-0 winst), net als Fabian Ernst (Werder Bremen), Christian Rahn (FC St. Pauli) en Daniel Bierofka (TSV München 1860). Hij viel in dat duel na 62 minuten in voor Sebastian Deisler. In de periode 2000-2001 speelde Freier 13 wedstrijden voor de U-21 van Duitsland, hij scoorde in totaal twee keer.
| Interlands van Paul Freier voor Duitsland | Interlands van Paul Freier voor Duitsland | Interlands van Paul Freier voor Duitsland | Interlands van Paul Freier voor Duitsland | Interlands van Paul Freier voor Duitsland | Interlands van Paul Freier voor Duitsland |
| №                                         | Datum                                     | Wedstrijd                                 | Uitslag                                   | Competitie                                | Goals                                     |
| Als speler van VfL Bochum                 | Als speler van VfL Bochum                 | Als speler van VfL Bochum                 | Als speler van VfL Bochum                 | Als speler van VfL Bochum                 | Als speler van VfL Bochum                 |
| ----------------------------------------- | ----------------------------------------- | ----------------------------------------- | ----------------------------------------- | ----------------------------------------- | ----------------------------------------- |
| 1                                         | 9 mei 2002                                | Duitsland – Koeweit                       | 7 – 0                                     | Vriendschappelijk                         | 0                                         |
| 2                                         | 21 augustus 2002                          | Bulgarije – Duitsland                     | 2 – 2                                     | Vriendschappelijk                         | 0                                         |
| 3                                         | 11 oktober 2002                           | Bosnië en Herzegovina – Duitsland         | 1 – 1                                     | Vriendschappelijk                         | 0                                         |
| 4                                         | 16 oktober 2002                           | Duitsland – Faeröer                       | 2 – 1                                     | EK-kwalificatie                           | 0                                         |
| 5                                         | 20 november 2002                          | Duitsland – Nederland                     | 1 – 3                                     | Vriendschappelijk                         | 0                                         |
| 6                                         | 12 februari 2003                          | Spanje – Duitsland                        | 3 – 1                                     | Vriendschappelijk                         | 0                                         |
| 7                                         | 29 maart 2003                             | Duitsland – Litouwen                      | 1 – 1                                     | EK-kwalificatie                           | 0                                         |
| 8                                         | 30 april 2003                             | Duitsland – Servië en Montenegro          | 1 – 0                                     | Vriendschappelijk                         | 0                                         |
| 9                                         | 1 juni 2003                               | Duitsland – Canada                        | 4 – 1                                     | Vriendschappelijk                         | 52'                                       |
| 10                                        | 7 juni 2003                               | Schotland – Duitsland                     | 1 – 1                                     | EK-kwalificatie                           | 0                                         |
| 11                                        | 11 juni 2003                              | Faeröer – Duitsland                       | 0 – 2                                     | EK-kwalificatie                           | 0                                         |
| 12                                        | 20 augustus 2003                          | Duitsland – Italië                        | 0 – 1                                     | Vriendschappelijk                         | 0                                         |
| 13                                        | 15 november 2003                          | Duitsland – Frankrijk                     | 0 – 3                                     | Vriendschappelijk                         | 0                                         |
| 14                                        | 18 februari 2004                          | Kroatië – Duitsland                       | 1 – 2                                     | Vriendschappelijk                         | 0                                         |
| 15                                        | 31 maart 2004                             | Duitsland – België                        | 3 – 0                                     | Vriendschappelijk                         | 0                                         |
| 16                                        | 28 april 2004                             | Roemenië – Duitsland                      | 5 – 1                                     | Vriendschappelijk                         | 0                                         |
| 17                                        | 27 mei 2004                               | Duitsland – Malta                         | 7 – 0                                     | Vriendschappelijk                         | 0                                         |
| Als speler van Bayer 04 Leverkusen        |                                           |                                           |                                           |                                           |                                           |
| 18                                        | 9 februari 2005                           | Duitsland – Argentinië                    | 2 – 2                                     | Vriendschappelijk                         | 0                                         |
| 19                                        | 28 maart 2007                             | Duitsland – Denemarken                    | 0 – 1                                     | Vriendschappelijk                         | 0                                         |

## Privé
Freier is getrouwd en heeft vier kinderen.